# Arghanj Khwa
Arghanj Khwa, auch Argandsch Chwa oder ähnliche Namensvarianten (Paschtu/Dari: ارغنج خواه Arghani Khvah, Arghanj Khvah), ist ein Distrikt in der afghanischen Provinz Badachschan. Die Einwohnerzahl beträgt 18.840 (Stand: 2022).
Der Distrikt grenzt im Osten an die Distrikte Shegnan und Shuhada, im Süden an die Distrikte Baharak und Argu und im Westen an die Distrikte Faizabad und Kuhestan.